# Limnophora maculosa
Limnophora maculosa är en tvåvingeart som först beskrevs av Johann Wilhelm Meigen 1826.  Limnophora maculosa ingår i släktet Limnophora och familjen husflugor. Arten är reproducerande i Sverige. Inga underarter finns listade i Catalogue of Life.